# Histoires courtes de La Patrouille des Castors
Pour un article plus général, voir La Patrouille des Castors.
 (septembre 2024).
Si vous disposez d'ouvrages ou d'articles de référence ou si vous connaissez des sites web de qualité traitant du thème abordé ici, merci de compléter l'article en donnant les références utiles à sa vérifiabilité et en les liant à la section « Notes et références ».
Les histoires courtes de La Patrouille des Castors, créée par MiTacq sont des histoires de quelques planches qui n'ont pas fait l'objet d'un album entier. Elles ont été publiées dans les magazines des éditions Dupuis, Risque-Tout ou Spirou, puis republiées dans un album anniversaire ou une intégrale.

## L'Homme invisible
Troisième histoire de la série La Patrouille des Castors de Mitacq, sur un scénario de Jean-Michel Charlier, elle est publiée pour la première fois dans le journal Risque-Tout no 12, du 9 février 1956. Elle est publiée, bien plus tard, dans l'album L'Empreinte + 6 autres aventures, en 1984, pour le 30e anniversaire de la série. Cette histoire courte comporte quatre planches.

### Synopsis
Alors que la Patrouille des Castors s'apprête à aller camper à la Combe aux fées, la gendarmerie les met en garde : un voleur particulièrement audacieux et invisible sévit dans la région. On l'a surnommé « l'ombre ».

### Publication
- 1956 : première publication dans Risque-Tout
- 1984 : publication dans l'album L'Empreinte + 6 autres aventures, aux éditions Dupuis
- 1990 : publication dans le 2e tome de Tout MiTacq, Les Castors - Sur des pistes incertaines, aux éditions Dupuis
- 2011 : publication dans le 1er tome de l'intégrale de la Patrouille des Castors, aux éditions Dupuis

## Le Gouffre du Val d'Enfer
Quatrième histoire de la série La Patrouille des Castors de Mitacq, sur un scénario de Jean-Michel Charlier, elle est publiée pour la première fois dans le journal Risque-Tout no 15, du 1er mars 1956. Elle est publiée, bien plus tard, dans l'album L'Empreinte + 6 autres aventures, en 1984, pour le 30e anniversaire de la série. Cette histoire courte comporte 4 planches.

### Synopsis
Quatre des six scouts de la Patrouille des Castors cherchent le Val d'Enfer où Tapir et Faucon les attendent. Sur le chemin, une villageoise conseille de ne pas s'y rendre car c'est là que se situe le gouffre du dragon. Les scouts, incrédules, continuent leur chemin. À leur arrivée, leurs camarades ne sont pas au rendez-vous...

### Publication
- 1956 : première publication dans Risque-Tout
- 1984 : publication dans l'album L'Empreinte + 6 autres aventures, aux éditions Dupuis
- 1990 : publication dans le 2e tome de Tout MiTacq, Les Castors - Sur des pistes incertaines, aux éditions Dupuis
- 2011 : publication dans le 1er tome de l'intégrale de la Patrouille des Castors, aux éditions Dupuis

## Les Castors à la rescousse!...
Sixième histoire de la série La Patrouille des Castors de Mitacq, sur un scénario de Jean-Michel Charlier, elle est publiée pour la première fois dans le journal Risque-Tout no 23, du 26 avril 1956. Elle est publiée, bien plus tard, dans l'album L'Empreinte + 6 autres aventures, en 1984, pour le 30e anniversaire de la série. Cette histoire courte comporte 4 planches.

### Synopsis
Lors d'un feu de camp dans la Forêt de Lerance, Chat et Faucon racontent à leurs camarades que les professeurs Nérac et Schmidt, deux grands savants atomistes ont disparu dans la région. Soudain, des coups de feu retentissent et le professeur Nérac apparaît. Traqué, il demande aux scouts de le cacher... 

### Publication
- 1956 : première publication dans Risque-Tout
- 1984 : publication dans l'album L'Empreinte + 6 autres aventures, aux éditions Dupuis
- 1990 : publication dans le 2e tome de Tout MiTacq, Les Castors - Sur des pistes incertaines, aux éditions Dupuis
- 2011 : publication dans le 1er tome de l'intégrale de la Patrouille des Castors, aux éditions Dupuis

## Les Totems
Vingt-troisième histoire de la série La Patrouille des Castors de Mitacq. Elle est publiée pour la première fois dans le journal Spirou no 1913 (1974).

### Publication
- 1994 : publication dans le 8e tome de Tout MiTacq, Les Castors - Sauvés des eaux, aux éditions Dupuis

## Vacances goutte à goutte
Vingt-sixième histoire de la série La Patrouille des Castors de Mitacq. Elle est publiée pour la première fois dans le journal Spirou no 2159 (1979).

### Synopsis
Tapir raconte des vacances : il part faire du camping avec ses parents pendant que chez lui, par sa faute, une fuite d'eau inonde son appartement.

### Publication
- 1992 : publication dans le 6e tome de Tout MiTacq, Les Castors - Dans la gueule du loup, aux éditions Dupuis

## Le Parrain
Vingt-huitième histoire de la série La Patrouille des Castors de Mitacq. Elle est publiée pour la première fois dans le journal Spirou no 2215 (1980).

### Synopsis
Tapir est parrain, il profite du permis récent de Poulain pour se faire conduire en 2 CV à la cérémonie de baptême.

### Publication
- 1996 : publication dans le 12e tome de Tout MiTacq, Les Castors - Sur l'île du Crabe, aux éditions Dupuis

## Ce bon gros tapir
Trente-septième histoire de la série La Patrouille des Castors de Herbé et Zidrou. Elle est publiée pour la première fois dans le journal Spirou no 3250 (2000).

## Les conseils de Tapir

### Publication
- 1992 : publication dans le 6e tome de Tout MiTacq, Les Castors - Dans la gueule du loup, aux éditions Dupuis